# Cyrtanthus
Cyrtanthus es un género de plantas herbáceas, perennes y bulbosas de atractivas flores, perteneciente a la familia de las amarilidáceas. El nombre «Cyrtanthus» fue acuñado por William Aiton en 1789 y proviene del griego «kyrtos», que significa curvado y «anthos», flor, en referencia a las flores con forma de tubo curvado que presentan varias especies del género. Es el único género de la tribu Cyrtantheae.
Este género de plantas ornamentales es el más grande de la familia en África y comprende cincuenta y cinco especies que se distribuyen desde Sudán hasta Sudáfrica. La mayor concentración de especies se halla en el sur de la provincia de El Cabo. Varios miembros del género se cultivan en todo el mundo como plantas ornamentales.

## Especies

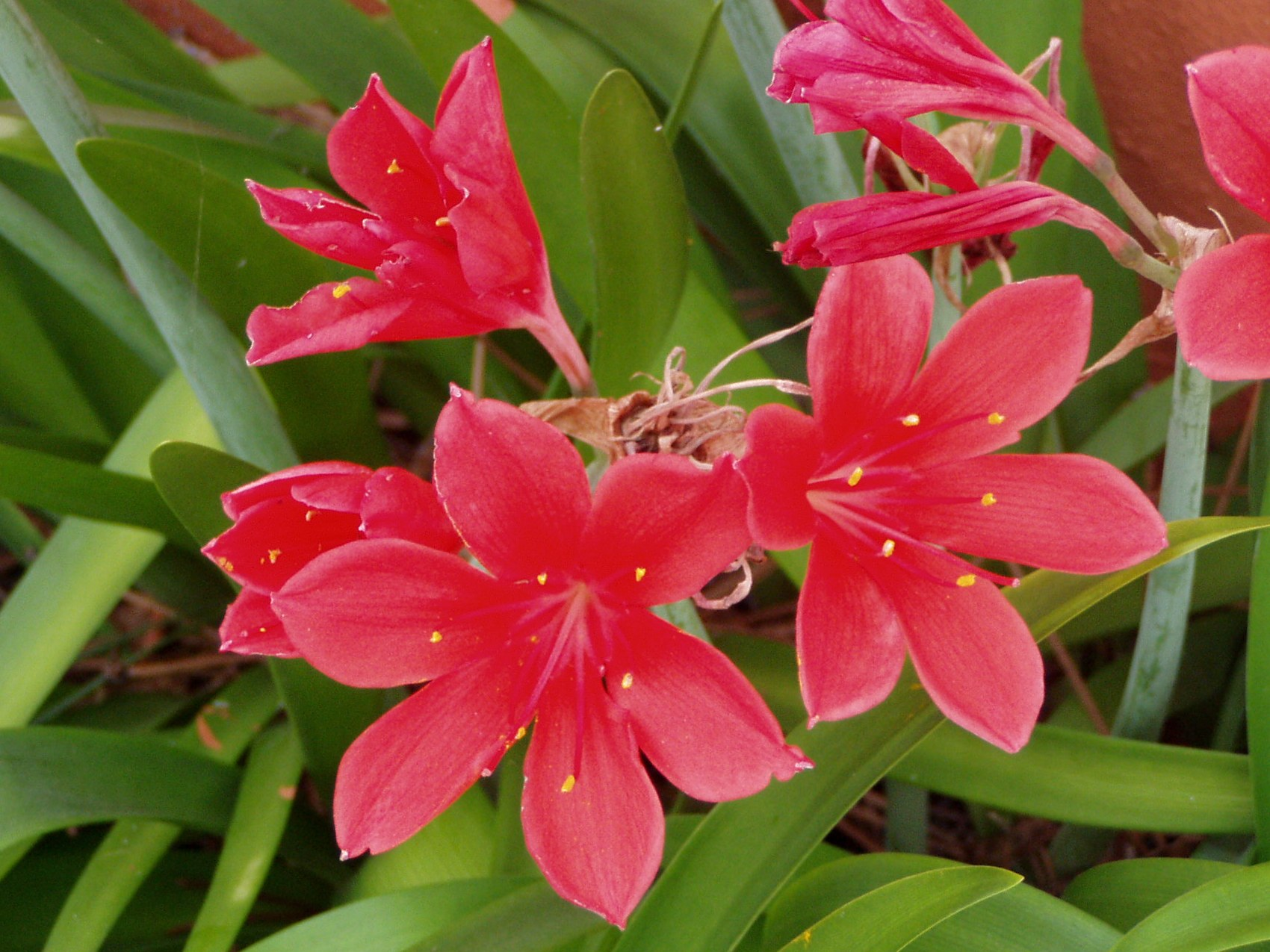
Inflorescencia y hojas de Cyrtanthus elatus (sin. Vallota speciosa).

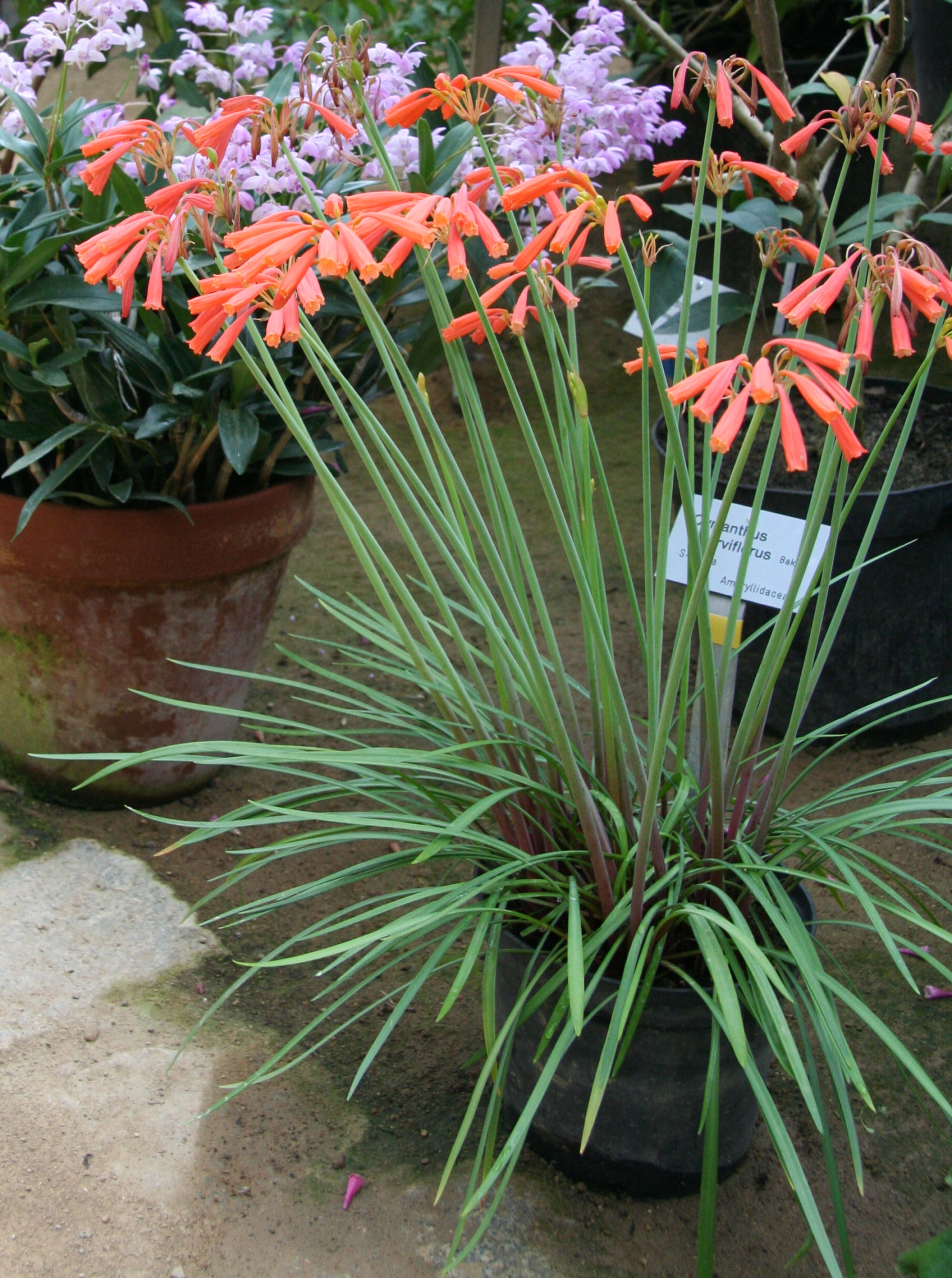
Hábito de crecimiento de Cyrtanthus brachyscyphus.

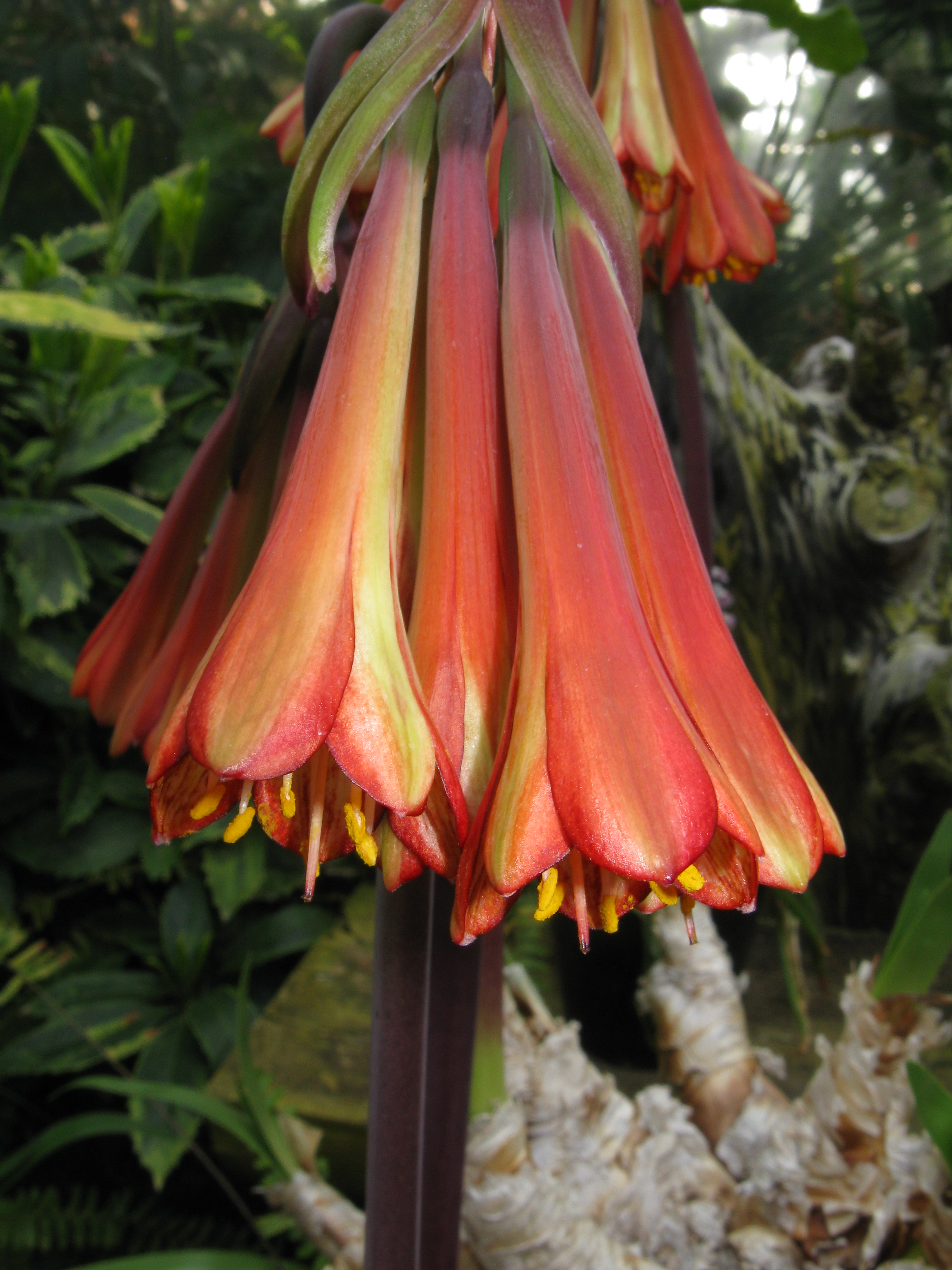
Flores péndulas y con forma de trompeta de Cyrtanthus falcatus.

- Cyrtanthus angustifolius (L.f.) Aiton, Hort. Kew. 1: 414 (1789). Provincia del Cabo.
- Cyrtanthus attenuatus R.A.Dyer, Herbertia 6: 80 (1939 publ. 1940). Provincia del Estado Libre a Lesoto.
- Cyrtanthus bicolor R.A.Dyer, Herbertia 6: 87 (1939 publ. 1940). Mpumalanga a Suazilandia.
- Cyrtanthus brachyscyphus Baker, Handb. Amaryll.: 55 (1888). Provincia Oriental del Cabo a KwaZulu-Natal.
- Cyrtanthus brachysiphon Hilliard & B.L.Burtt, Notes Roy. Bot. Gard. Edinburgh 43: 189 (1986). KwaZulu-Natal.
- Cyrtanthus breviflorus Harv., Thes. Cap. 2: 25 (1863). Kenia a Sudáfrica.
- Cyrtanthus carneus Lindl., Edwards's Bot. Reg. 17: t. 1462 (1832). Sur de la Provincia Occidental del Cabo.
- Cyrtanthus clavatus (L'Hér.) R.A.Dyer, Herbertia 6: 99 (1939 publ. 1940). Sur de la Provincia del Cabo.
- Cyrtanthus collinus Ker Gawl., Bot. Reg. 2: t. 162 (1817). Provincia del Cabo.
- Cyrtanthus contractus N.E.Br., Fl. Pl. South Africa 1: t. 4 (1921). Sudáfrica.
- Cyrtanthus debilis Snijman, Bothalia 31: 32 (2001). Sur de la Provincia Occidental del Cabo (Montañas Outeniqua).
- Cyrtanthus elatus (Jacq.) Traub, Pl. Life 25: 48 (1969). Provincia del Cabo.
- Cyrtanthus epiphyticus J.M.Wood, Bull. Misc. Inform. Kew 1913: 182 (1913). Provincia Oriental del Cabo a KwaZulu-Natal.
- Cyrtanthus erubescens Killick, Bothalia 7: 412 (1960). KwaZulu-Natal.
- Cyrtanthus eucallus R.A.Dyer, Bothalia 8: 163 (1964). Mpumalanga.
- Cyrtanthus falcatus R.A.Dyer, Herbertia 6: 76 (1939 publ. 1940). KwaZulu-Natal.
- Cyrtanthus fergusoniae L.Bolus, S. African Gard. 21: 77 (1931). Sur de la Provincia Occidental del Cabo.
- Cyrtanthus flammosus Snijman & Van Jaarsv., Fl. Pl. África 54: t. 2120 (1995). Provincia Oriental del Cabo
- Cyrtanthus flanaganii Baker in W.H.Harvey & auct. suc. (eds.), Fl. Cap. 6: 582 (1897). Sudáfrica.
- Cyrtanthus flavus Barnes, S. African Gard. 21: 77 (1931). Provincia Oriental del Cabo
- Cyrtanthus galpinii Baker, Bull. Misc. Inform. Kew 1892: 83 (1892). Oeste de Mozambique a Sudáfrica.
- Cyrtanthus guthrieae L.Bolus, Ann. Bolus Herb. 3: 79 (1921). Sur de la Provincia Occidental del Cabo.
- Cyrtanthus helictus Lehm., Index Seminum (HBG) 1839: 7 (1839). Provincia Oriental del Cabo
- Cyrtanthus herrei (F.M.Leight.) R.A.Dyer, Fl. Pl. África 33: t. 1281 (1959). Namibia a Provincia Occidental del Cabo.
- Cyrtanthus huttonii Baker, Handb. Amaryll.: 55 (1888). Mpumalanga a Provincia Oriental del Cabo
- Cyrtanthus inaequalis O'Brien, Gard. Chron. 1905(1): 261 (1905). Sur de la Provincia Occidental del Cabo.
- Cyrtanthus junodii Beauverd, Bull. Herb. Boissier, II, 7: 437 (1907). Provincia Septentrional del Cabo.
- Cyrtanthus labiatus R.A.Dyer, Bothalia 13: 135 (1980). Provincia Oriental del Cabo
- Cyrtanthus leptosiphon Snijman, Bothalia 29: 259 (1999). Sur de la Provincia Occidental del Cabo.
- Cyrtanthus leucanthus Schltr., Bot. Jahrb. Syst. 24: 454 (1897). Sur de la Provincia Occidental del Cabo.
- Cyrtanthus loddigesianus (Herb.) R.A.Dyer, Bothalia 12: 627 (1979). Provincia Oriental del Cabo
- Cyrtanthus mackenii Hook.f., Gard. Chron. 1869: 641 (1869). Sur de la Provincia Oriental del Cabo a KwaZulu-Natal.
- Cyrtanthus macmasteri Snijman, Bothalia 33: 145 (2003). Provincia Oriental del Cabo
- Cyrtanthus macowanii Baker, Gard. Chron., n.s., 4: 98 (1875). Mpumalanga a Provincia Oriental del Cabo
- Cyrtanthus montanus R.A.Dyer, Fl. Pl. África 44: t. 1756 (1977). Provincia Oriental del Cabo
- Cyrtanthus nutans R.A.Dyer, Fl. Pl. África 30: t. 1182 (1955). KwaZulu-Natal a Suazilandia.
- Cyrtanthus obliquus (L.f.) Aiton, Hort. Kew. 1: 414 (1789). Provincia del Cabo a KwaZulu-Natal.
- Cyrtanthus obrienii Baker, Gard. Chron. 1894(1): 716 (1894). Provincia Oriental del Cabo a KwaZulu-Natal.
- Cyrtanthus ochroleucus (Herb.) Burch. ex Steud., Nomencl. Bot., ed. 2, 1: 475 (1840). Sur de la Provincia Occidental del Cabo.
- Cyrtanthus odorus Ker Gawl., Bot. Reg. 6: t. 503 (1821). Sur de la Provincia Occidental del Cabo.
- Cyrtanthus rhodesianus Rendle, J. Linn. Soc., Bot. 40: 211 (1911). S. Trop. África (Montañas Chimanimani).
- Cyrtanthus rhododactylus Stapf, Bot. Mag. 153: t. 9175 (1929). Provincia del Cabo.
- Cyrtanthus rotundilobus N.E.Br., Fl. Pl. South Africa 1: t. 37 (1921). Provincia Oriental del Cabo
- Cyrtanthus sanguineus (Lindl.) Walp., Ann. Bot. Syst. 3: 616. Sudán a Tanzania, Provincia Oriental del Cabo a KwaZulu-Natal.
- Cyrtanthus smithiae Watt ex Harv., Gen. S. Afr. Pl.: 338 (1838). Provincia Oriental del Cabo
- Cyrtanthus spiralis Burch. ex Ker Gawl., Bot. Reg. 2: t. 167 (1817). Provincia Oriental del Cabo
- Cyrtanthus staadensis Schönland, Rec. Albany Mus. 3: 61 (1914). Provincia Oriental del Cabo
- Cyrtanthus stenanthus Baker in W.H.Harvey & auct. suc. (eds.), Fl. Cap. 6: 532 (1897). Sudáfrica.
- Cyrtanthus striatus Herb., Bot. Mag. 52: t. 2534 (1824). Provincia del Cabo.
- Cyrtanthus suaveolens Schönland, Rec. Albany Mus. 3: 62 (1914). Provincia Oriental del Cabo
- Cyrtanthus thorncroftii C.H.Wright, Bull. Misc. Inform. Kew 1909: 421 (1910). Provincia septentrional del Cabo.
- Cyrtanthus tuckii Baker, J. Bot. 14: 183 (1876). Sudáfrica.
- Cyrtanthus ventricosus Willd., Sp. Pl. 2: 49 (1799). Sur de la Provincia del Cabo.
- Cyrtanthus wellandii Snijman, Bothalia 29: 261 (1999). Sur de la Provincia del Cabo.
- Cyrtanthus welwitschii Hiern ex Baker, J. Bot. 16: 197 (1878). Sur de África tropical.

## Importancia económica y cultural
El género contiene muchas especies con flores muy atractivas. La más conocida en todo el mundo es la variedad escarlata de Cyrtanthus elatus, comúnmente conocida por su viejo nombre científico "Vallota speciosa" o, simplemente "Vallota". Se la cultiva en jardines como ornamental y también como flor de corte.